# Alan De Naeyer
Alan De Naeyer (4 maart 1971) is een Belgische voormalige atleet, die zich had toegelegd op het polsstokhoogspringen. Hij werd zesmaal Belgisch kampioen.

## Biografie
De Naeyer nam in 1990 deel aan de wereldkampioenschappen U20. Hij werd uitgeschakeld in de kwalificaties. Tussen 1991 en 1996 behaalde hij drie indoor- en drie outdoortitels polsstokspringen. In 1994 nam hij deel aan de Europese indoorkampioenschappen. Ook hier werd hij uitgeschakeld in de kwalificaties.
De Naeyer was aangesloten bij Sorghvliet AC, Brasschaat AC en AC Brasschaat-Ekeren (AC Break).

## Belgische kampioenschappen
Outdoor
| Onderdeel        | Jaar             |
| ---------------- | ---------------- |
| polsstokspringen | 1991, 1993, 1994 |

Indoor
| Onderdeel        | Jaar             |
| ---------------- | ---------------- |
| polsstokspringen | 1991, 1994, 1996 |

## Persoonlijke records
Outdoor
| Onderdeel        | Prestatie | Datum        | Plaats   |
| ---------------- | --------- | ------------ | -------- |
| polsstokspringen | 5,40 m    | 10 juli 1994 | Oordegem |
| hoogspringen     | 2,11 m    | 30 mei 1998  | Duffel   |

Indoor
| Onderdeel        | Prestatie | Datum           | Plaats |
| ---------------- | --------- | --------------- | ------ |
| polsstokspringen | 5,40 m    | 6 februari 1994 | Gent   |

## Palmares

### polsstokspringen
- 1990: 17e kwal. WK U20 te Plovdiv  – 4,70 m
- 1991:  BK AC indoor – 5,00 m
- 1991:  BK AC – 4,80 m
- 1992:  BK AC – 4,80 m
- 1993:  BK AC indoor – 5,20 m
- 1993:  BK AC – 5,00 m
- 1994:  BK AC indoor – 5,40 m
- 1990: 21e kwal. EK indoor te Parijs  – 5,00 m
- 1994:  BK AC – 5,30 m
- 1995:  BK AC – 5,10 m
- 1996:  BK AC indoor – 5,20 m
- 1996:  BK AC – 5,10 m

### hoogspringen
- 1997:  BK AC – 2,00 m
- 1998:  BK indoor AC – 1,98 m